# Ysane
Ysane est une localité de Suède située dans la commune de Sölvesborg du comté de Blekinge. En 2005, elle couvre une superficie de 0,56 km2 et compte 212 habitants. En 2010, elle couvre 0,25 km2 et compte 140 habitants.